# Curved Air
Curved Air – brytyjska grupa rockowa.

## Historia zespołu
Założycielem zespołu w roku 1970 był Darryl Way (skrzypce), absolwent Royal College of Music. W skład Curved Air weszli ponadto dwaj byli członkowie zespołu Sisyphus: Francis Monkman (instrumenty klawiszowe) i Florian Pilkington-Miksa (perkusja)oraz Robert Martin (gitara basowa) i Sonja Kristina (śpiew). Nazwa zespołu pochodzi od kompozycji  A Rainbow in Curved Air autorstwa Franka Rileya.
Pierwszy album grupy Air Conditioning (1970), reklamowany był jako pierwszy „picture disc” w historii muzyki rockowej, odniósłsukces komercyjny i artystyczny, będąc połączeniem muzyki rockowej i klasycznej. W 1971 opublikowany został drugi album, zatytułowany Second Album, na którym zadebiutował nowy gitarzysta basowy Ian Eyre. Po ukazaniu się trzeciej płyty Phantasmagoria (wiosna 1972, nowy basista Mike Wedgwood) w zespole doszło do rozłamu. Way sformował własny zespół, Wolf i Pilkington-Miksa dołączyli do zespołu Kiki Dee, natomiast Monkman rozpoczął pracę jako muzyk sesyjny.
Kristina i Wedgwood, pozostali przy nazwie Curved Air. Nowymi członkami zespołu stali się Eddie Jobson (skrzypce, instrumenty klawiszowe), Jim Russell (perkusja) i Kirkby Gregory (gitary). Ten skład zarejestrował dwa kolejne albumy: Air Cut (1973) i Love Child (opublikowany w 1990). Latem 1973 doszło do rozpadu Curved Air: Jobson dołączył do Roxy Music a Wedgwood do Caravan.
Do reaktywacji doszło w 1974 w składzie: Kristina, Way, Monkman, Pilkington-Miksa i Phil Kohn (gitara basowa). Skład ten odbył trasę po Wielkiej Brytanii, upamiętnioną albumem Live. Kolejne albumy studyjne: Midnight Wire i Airborne zostały nagrane w składzie: Kristina, Way, Mick Jacques (gitara), John Perry (gitara basowa), Pete Woods (instrumenty klawiszowe), Stewart Copeland (perkusja). W 1977 grupa kolejny raz się rozpadła- Copeland odniósł światowy sukces jako perkusista The Police. Do okazjonalnych reaktywacji dochodziło jeszcze w 1984, 1988 i 1990 (album Alive 1990).

## Dyskografia[2]
- 1970 – Air Conditioning
- 1971 – Second Album
- 1972 – Phantasmagoria
- 1973 – Air Cut
- 1975 – Midnight Wire
- 1975 – Live
- 1976 – Airbone
- 1990 – Love Child (nagrany w 1973)
- 2000 – Alive, 1990